# ناحیه ماکون، شهرستان بورا، ایلینوی
ناحیه ماکون، شهرستان بورا، ایلینوی (به انگلیسی: Macon Township) یک منطقهٔ مسکونی در ایالات متحده آمریکا است که در شهرستان بورا، ایلینوی واقع شده است. ناحیه ماکون ۲۰۸ نفر جمعیت دارد و ۲۳۳ متر بالاتر از سطح دریا واقع شده است.